# Pobiedziska

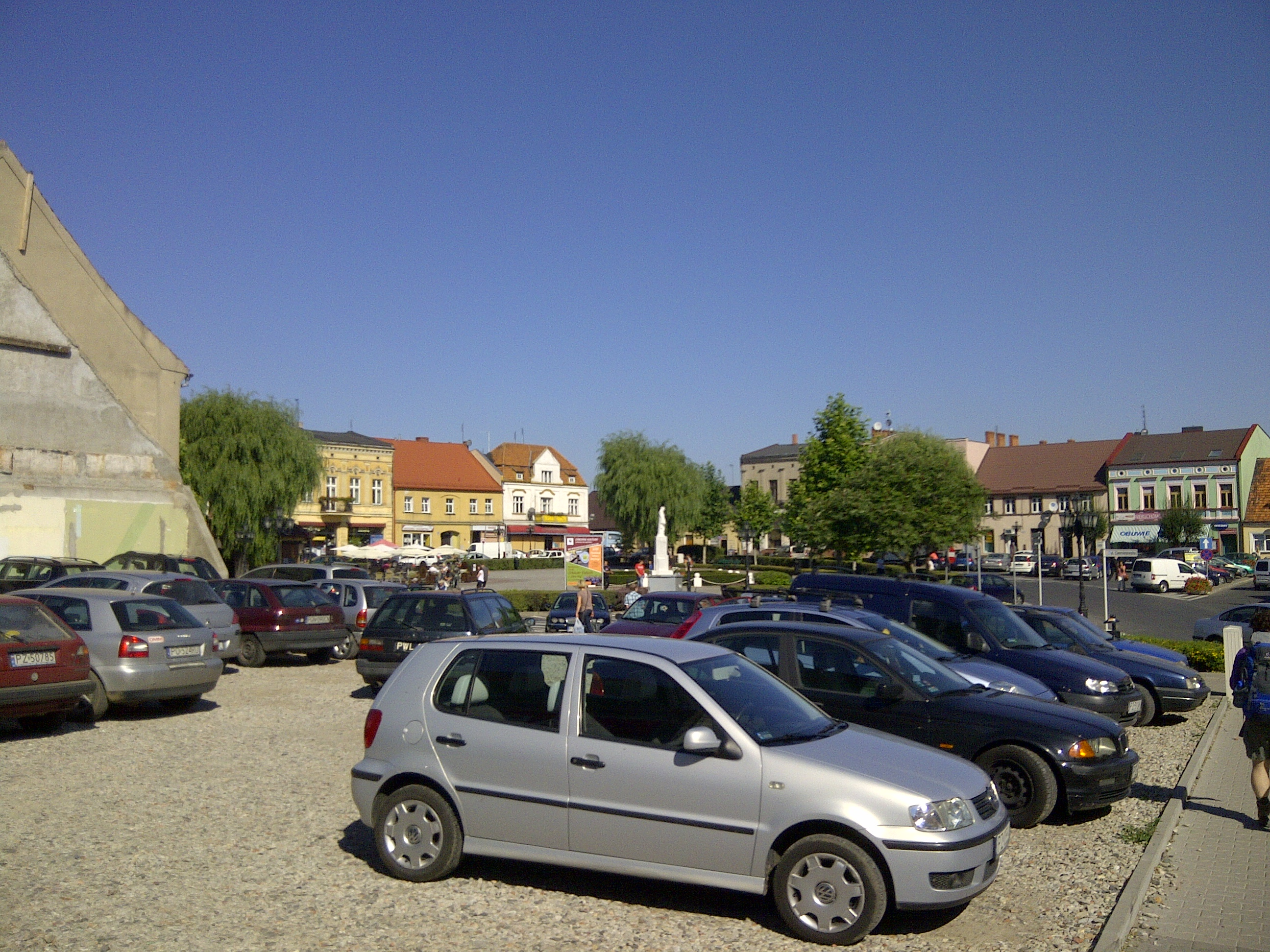
Het centrale plein in Pobiedziska

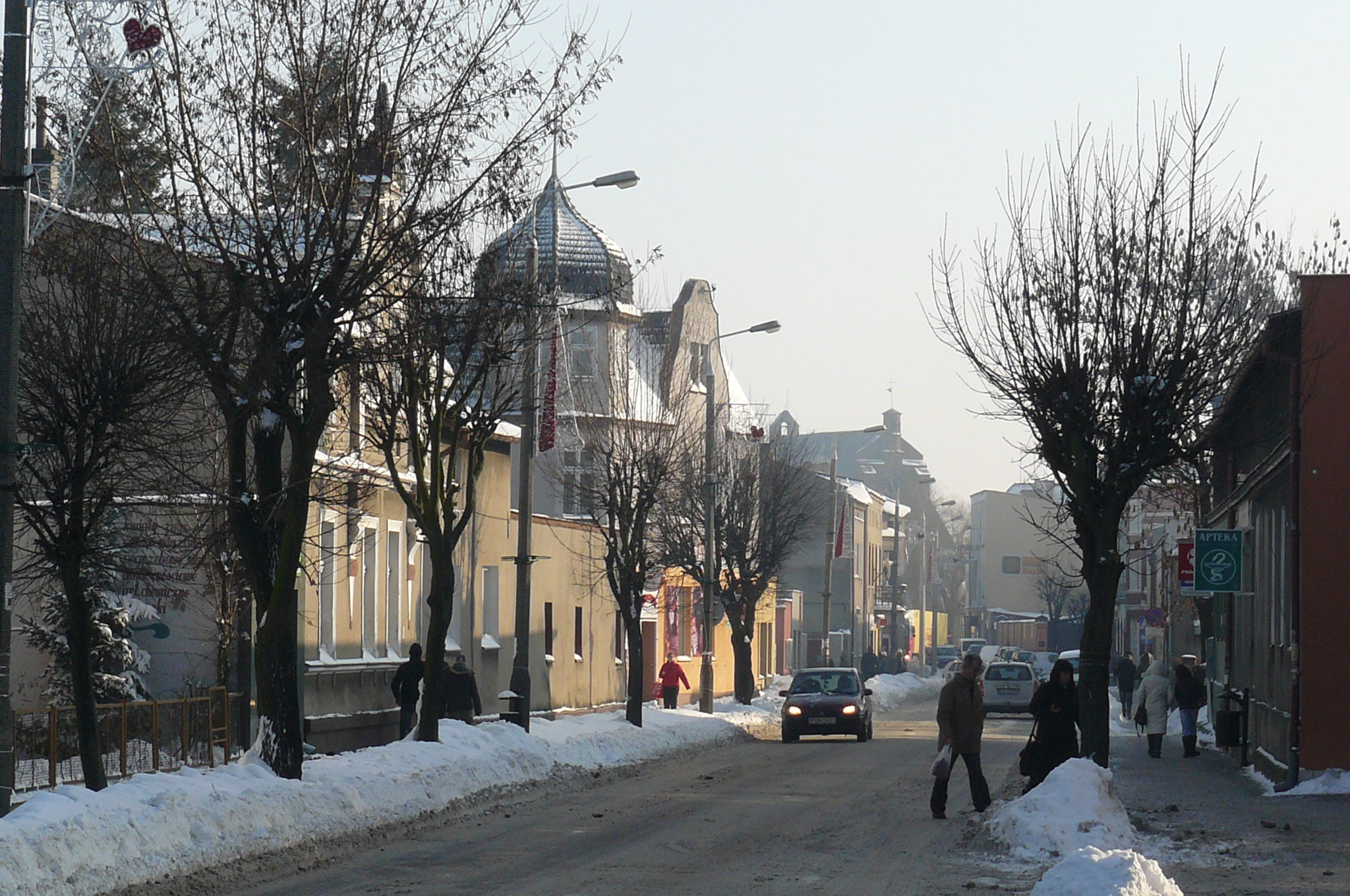
De hoofdstraat van Pobiedziska

Pobiedziska (duits: Pudewitz) is een stad in het Poolse woiwodschap Groot-Polen, gelegen in de powiat Poznański. De oppervlakte bedraagt 10,16 km², het inwonertal 9.139 (2017). De plaats werd genoemd in 1278.

## Geschiedenis
De naam van de stad komt van het poolse woord pobieda, dat "overwinning" betekent. Zo genoemd door Casimir I van Polen in 1048, vermoedelijk om de overwinning te gedenken op een rebellerende Mazovische krijgsheer.
In 1257 ontving Pobiedziska stadsrechten van Przemysl I van Polen, dat de stad onafhankelijk maakte van de vesting Ostrów Lednicki. In 1331 werd de stad verwoest door de Duitse Orde en het duurde jaren voordat de stad weer was opgebouwd. De stad werd regelmatig bezocht door de Litouwse grootvorst Wladislaus II Jagiello van Polen. In 1423 legde herk van de Heilige Geest en een armenhuis.
Tijdens de Derde Poolse Deling viel de stad eind 18e eeuw onder Duitse controle. Op 29 december 1918 namen de inwoners de stad over van Duitse officieren en kolonisten, op 4 januari namen 400 Polen uit Pobiedziska deel aan de Grote Poolse opstand tegen Duitsland (van 1918 tot 1919) , waaronder de slag om Inowrocław.

## Verkeer en vervoer
- Station Pobiedziska ligt aan de spoorlijn Poznań-Gniezno
- Station Pobiedziska Letnisko

## Sport en recreatie
- Door deze plaats loopt de Europese wandelroute E11. De E11 loopt van Den Haag naar het oosten, op dit moment tot de grens Polen/Litouwen. Ter plaatse komt de route vanuit vanuit de bossen aan de zuidzijde binnen vanuit Biskupice. De route vervolgt via een onbewegwijzerd tracé, waar meerdere lezingen van zijn (onder andere via Węglewko) richting Lednogóra.